# Danh sách di sản văn hóa Tây Ban Nha được quan tâm ở tỉnh Ciudad Real
Danh sách di sản văn hóa Tây Ban Nha được quan tâm ở tỉnh Ciudad Real.

## Di tích theo thành phố

### A

#### Alcázar de San Juan
| Tên                                       | Dạng            | Địa điểm                                      | Tọa độ                                        | Số hồ sơ tham khảo? | Ngày nhận danh hiệu? | Hình ảnh                                       |
| ----------------------------------------- | --------------- | --------------------------------------------- | --------------------------------------------- | ------------------- | -------------------- | ---------------------------------------------- |
| Tu viện cổ Santa Clara                    | Di tích Tu viện | Alcázar de San Juan Plaza de Santa Clara      | 39°23′20″B 3°12′12″T / 39,38902°B 3,203299°T  | RI-51-0004609       | 01-03-1982           | Upload image                                   |
| Quán trọ cổ Santo Domingo                 | Di tích Nhà     | Alcázar de San Juan Calle de Santo Domingo, 8 | 39°23′19″B 3°12′36″T / 39,388626°B 3,209881°T | RI-51-0007127       | 08-10-1991           | Antigua Posada de Santo Domingo · Upload image |
| Nhà thờ San Francisco                     | Di tích Nhà thờ | Alcázar de San Juan Plaza de San Francisco    | 39°23′20″B 3°12′21″T / 39,388896°B 3,205842°T | RI-51-0007021       | 25-01-1991           | Iglesia de San Francisco · Upload image        |
| Nhà thờ Santa Quiteria                    | Di tích Nhà thờ | Alcázar de San Juan Plaza de Santa Quiteria   | 39°23′30″B 3°12′38″T / 39,391715°B 3,210557°T | RI-51-0007118       | 08-10-1991           | Iglesia de Santa Quiteria · Upload image       |
| Nhà thờ Santa María Mayor                 | Di tích Nhà thờ | Alcázar de San Juan Plaza de Santa María      | 39°23′14″B 3°12′47″T / 39,387275°B 3,213062°T | RI-51-0007271       | 23-06-1992           | Iglesia de Santa María la Mayor · Upload image |
| Torreón Gran Príor (Torreón Juan Austria) | Di tích Tháp    | Alcázar de San Juan Plaza de Santa María      | 39°23′16″B 3°12′49″T / 39,387727°B 3,213529°T | RI-51-0007001       | 30-11-1990           | Torreón del Gran Príor · Upload image          |

#### Aldea del Rey
| Tên                                | Dạng                                                   | Địa điểm                    | Tọa độ                                        | Số hồ sơ tham khảo? | Ngày nhận danh hiệu? | Hình ảnh                                               |
| ---------------------------------- | ------------------------------------------------------ | --------------------------- | --------------------------------------------- | ------------------- | -------------------- | ------------------------------------------------------ |
| Lâu đài Calatrava Nueva            | Di tích Kiến trúc phòng thủ                            | Aldea del Rey               | 38°39′59″B 3°50′43″T / 38,666413°B 3,845222°T | RI-51-0000516       | 03-06-1931           | Castillo-convento de Calatrava la Nueva · Upload image |
| Cung điện Clavería (Palacio Norte) | Di tích Kiểu: Kiến trúc Phục Hưng Thời gian: Thế kỷ 16 | Aldea del Rey Calle Palacio | 38°44′34″B 3°50′23″T / 38,742825°B 3,839857°T | RI-51-0006928       | 19-02-1992           | Palacio de Clavería · Upload image                     |

#### Alhambra, Ciudad Real
| Tên                         | Dạng            | Địa điểm | Tọa độ                                        | Số hồ sơ tham khảo? | Ngày nhận danh hiệu? | Hình ảnh     |
| --------------------------- | --------------- | -------- | --------------------------------------------- | ------------------- | -------------------- | ------------ |
| Lâu đài Alhambra (Alhambra) | Di tích Lâu đài | Alhambra | 38°53′51″B 3°02′52″T / 38,897488°B 3,047807°T | RI-51-0007071       | 26-11-1991           | Upload image |

#### Almadén
| Tên                                             | Dạng                           | Địa điểm                              | Tọa độ                                        | Số hồ sơ tham khảo? | Ngày nhận danh hiệu? | Hình ảnh                                              |
| ----------------------------------------------- | ------------------------------ | ------------------------------------- | --------------------------------------------- | ------------------- | -------------------- | ----------------------------------------------------- |
| Real Bệnh viện Mineros San Rafael               | Di tích Bệnh viện              | Almadén Plaza Doctor López de Haro, 1 | 38°46′22″B 4°49′54″T / 38,772781°B 4,831641°T | RI-51-0007272       | 23-06-1992           | Real Hospital de Mineros de San Rafael · Upload image |
| Horno Bustamante Horno aludeles                 | Di tích Khảo cổ học industrial | Almadén                               | 38°46′32″B 4°50′53″T / 38,775693°B 4,847999°T | RI-51-0007273       | 23-06-1992           | Horno de Bustamante DE ALUDELES · Upload image        |
| Quảng trường Toros (Almadén) Quảng trường Nueva | Di tích Cung điện đấu bò       | Almadén Plaza de Waldo Ferrer         | 38°46′30″B 4°49′47″T / 38,7751°B 4,829747°T   | RI-51-0004392       | 16-11-1979           | Plaza de Toros "Plaza Nueva". · Upload image          |

#### Almadenejos
| Tên                                | Dạng                           | Địa điểm    | Tọa độ                                        | Số hồ sơ tham khảo? | Ngày nhận danh hiệu? | Hình ảnh     |
| ---------------------------------- | ------------------------------ | ----------- | --------------------------------------------- | ------------------- | -------------------- | ------------ |
| Baritel San Carlos Mina Concepción | Di tích Khảo cổ học industrial | Almadenejos | 38°44′12″B 4°43′21″T / 38,736536°B 4,722589°T | RI-51-0005269       | 23-06-1992           | Upload image |

#### Almagro, Ciudad Real
| Tên | Dạng                                          | Địa điểm                         | Tọa độ                                        | Số hồ sơ tham khảo? | Ngày nhận danh hiệu? | Hình ảnh                                                                 |
| --- | --------------------------------------------- | -------------------------------- | --------------------------------------------- | ------------------- | -------------------- | ------------------------------------------------------------------------ |
| Almagro, Ciudad Real                                                                                             | Khu phức hợp lịch sử                          | Almagro                          | 38°53′19″B 3°42′46″T / 38,888544°B 3,712673°T | RI-53-0000134       | 13-07-1972           | Ciudad de Almagro · Upload image                                         |
| Almagro (España)#Arquitectura religiosa#Convento Asunción Calatrava                                              | Di tích Kiến trúc tôn giáo Tu viện            | Almagro Calle de Campo Calatrava | 38°53′27″B 3°42′22″T / 38,890782°B 3,706203°T | RI-51-0000517       | 03-06-1931           | Convento de la Asunción · Upload image                                   |
| Corral comedias Almagro                                                                                          | Di tích Kiến trúc dân sự Teatro               | Almagro Plaza Mayor, 18          | 38°53′18″B 3°42′43″T / 38,888338°B 3,711861°T | RI-51-0001249       | 04-03-1955           | Corral de Comedias de Almagro · Upload image                             |
| Almagro (España)#Arquitectura religiosa#Convento Santísimo Sacramento. Nhà thờ San Agustín (Nhà thờ San Agustín) | Di tích Kiến trúc tôn giáo Nhà thờ            | Almagro Calle San Agustín        | 38°53′21″B 3°42′40″T / 38,88907°B 3,711148°T  | RI-51-0005427       | 11-10-1993           | Iglesia del Santísimo Sacramento (Iglesia de San Agustín) · Upload image |
| Motilla Palacios                                                                                                 | Khu khảo cổ Yacimiento de la Thời đại đồ đồng | Almagro                          | 38°59′29″B 3°37′58″T / 38,991262°B 3,63264°T  | RI-55-0000366       | 28-04-1992           | Upload image                                                             |

#### Almodóvar del Campo
| Tên                                                        | Dạng                     | Địa điểm                                    | Tọa độ                                        | Số hồ sơ tham khảo? | Ngày nhận danh hiệu? | Hình ảnh                                             |
| ---------------------------------------------------------- | ------------------------ | ------------------------------------------- | --------------------------------------------- | ------------------- | -------------------- | ---------------------------------------------------- |
| Venta Inés                                                 | Di tích Nhà              | Almodóvar del Campo                         | 38°33′22″B 4°26′04″T / 38,556136°B 4,434532°T | RI-51-0012063       | 28-10-2008           | Upload image                                         |
| Archivo Municipal (Almdóvar Campo) Antigua Ermita Trinidad | Di tích Nhà              | Almodóvar del Campo Plaza de la Trinidad, 6 | 38°42′36″B 4°10′45″T / 38,710109°B 4,179287°T | RI-51-0007327       | 24-11-1992           | Upload image                                         |
| Nhà thờ Nuestra Señora Asunción (Almodóvar Campo)          | Di tích Nhà thờ          | Almodóvar del Campo Plaza Mayor             | 38°42′34″B 4°10′46″T / 38,709523°B 4,179502°T | RI-51-0007328       | 24-11-1992           | Upload image                                         |
| Nhà thờ Santa Catalina (Tirteafuera)                       | Di tích Nhà thờ          | Almodóvar del Campo Tirteafuera             | 38°46′22″B 4°15′12″T / 38,772906°B 4,253201°T | RI-51-0007123       | 08-10-1991           | Upload image                                         |
| Sisapo                                                     | Khu khảo cổ Íbero-romano | Almodóvar del Campo La Bienvenida           | 38°38′43″B 4°31′07″T / 38,645274°B 4,51858°T  | RI-55-0000365       | 28-04-1992           | Yacimiento Arqueológico La Bienvenida · Upload image |

#### Almuradiel
| Tên                                        | Dạng            | Địa điểm                       | Tọa độ                                        | Số hồ sơ tham khảo? | Ngày nhận danh hiệu? | Hình ảnh     |
| ------------------------------------------ | --------------- | ------------------------------ | --------------------------------------------- | ------------------- | -------------------- | ------------ |
| Nhà thờ Concepción Inmaculada (Almuradiel) | Di tích Nhà thờ | Almuradiel Plaza de la Iglesia | 38°30′44″B 3°29′42″T / 38,512248°B 3,495015°T | RI-51-0004665       | 25-06-1982           | Upload image |

#### Arenas de San Juan
| Tên                           | Dạng            | Địa điểm                                   | Tọa độ                                        | Số hồ sơ tham khảo? | Ngày nhận danh hiệu? | Hình ảnh     |
| ----------------------------- | --------------- | ------------------------------------------ | --------------------------------------------- | ------------------- | -------------------- | ------------ |
| Nhà thờ Santa María Angustias | Di tích Nhà thờ | Arenas de San Juan Calle Ramón y Cajal, 18 | 39°13′09″B 3°30′12″T / 39,219105°B 3,503427°T | RI-51-0004232       | 23-04-1976           | Upload image |

#### Argamasilla de Alba
| Tên                             | Dạng            | Địa điểm                               | Tọa độ                                        | Số hồ sơ tham khảo? | Ngày nhận danh hiệu? | Hình ảnh                                |
| ------------------------------- | --------------- | -------------------------------------- | --------------------------------------------- | ------------------- | -------------------- | --------------------------------------- |
| Hang-prisión Medrano            | Di tích Nhà     | Argamasilla de Alba Calle Cervantes, 7 | 39°07′48″B 3°05′20″T / 39,129994°B 3,088972°T | RI-51-0003890       | 26-10-1972           | Cueva-prisión de Medrano · Upload image |
| Lâu đài Peñarroya (Ciudad Real) | Di tích Lâu đài | Argamasilla de Alba                    | 39°03′41″B 3°00′26″T / 39,061387°B 3,007358°T | RI-51-0007006       | 28-12-1990           | Castillo de Peñarroya · Upload image    |

### B

#### Bolaños de Calatrava
| Tên                                                 | Dạng            | Địa điểm                                      | Tọa độ                                        | Số hồ sơ tham khảo? | Ngày nhận danh hiệu? | Hình ảnh                                   |
| --------------------------------------------------- | --------------- | --------------------------------------------- | --------------------------------------------- | ------------------- | -------------------- | ------------------------------------------ |
| Santuario Nuestra Señora Nieves (Bolaños Calatrava) | Di tích Nhà thờ | Bolaños de Calatrava                          | 38°56′01″B 3°38′26″T / 38,933709°B 3,640499°T | RI-51-0008275       | 15-06-1993           | Upload image                               |
| Bolaños Calatrava                                   | Di tích Lâu đài | Bolaños de Calatrava Plaza de Doña Berenguela | 38°54′27″B 3°40′05″T / 38,907498°B 3,668168°T | RI-51-0004673       | 24-07-1982           | Castillo de doña Berenguela · Upload image |

### C

#### Calzada de Calatrava
| Tên                               | Dạng            | Địa điểm             | Tọa độ                                       | Số hồ sơ tham khảo? | Ngày nhận danh hiệu? | Hình ảnh     |
| --------------------------------- | --------------- | -------------------- | -------------------------------------------- | ------------------- | -------------------- | ------------ |
| Lâu đài Salvatierra (Ciudad Real) | Di tích Lâu đài | Calzada de Calatrava | 38°40′08″B 3°49′18″T / 38,66885°B 3,821667°T | RI-51-0007274       | 23-06-1992           | Upload image |

#### Campo de Criptana
| Tên                                                                   | Dạng                                  | Địa điểm                                | Tọa độ                                        | Số hồ sơ tham khảo? | Ngày nhận danh hiệu? | Hình ảnh                                                                  |
| --------------------------------------------------------------------- | ------------------------------------- | --------------------------------------- | --------------------------------------------- | ------------------- | -------------------- | ------------------------------------------------------------------------- |
| Anexo:Monumentos và lugares interés Campo Criptana#Monumentos civiles | Di tích Kiến trúc dân sự Cối xoay gió | Campo de Criptana Sierra de los Molinos | 39°24′34″B 3°07′26″T / 39,409374°B 3,12382°T  | RI-51-0004309       | 07-12-1978           | Molino de Viento Burleta · Upload image                                   |
| Molino Viento Sardinero                                               | Di tích Cối xoay gió                  | Campo de Criptana Calle del Zurdo       | 39°24′28″B 3°07′26″T / 39,407894°B 3,124018°T | RI-51-0004310       | 07-12-1978           | Upload image                                                              |
| Molino Viento Infanto                                                 | Di tích Cối xoay gió                  | Campo de Criptana                       | 39°24′31″B 3°07′27″T / 39,408686°B 3,12419°T  | RI-51-0004311       | 07-12-1978           | Upload image                                                              |
| Molinos viento "Đồi paz và Sierra Molinos"                            | Địa điểm lịch sử Cối xoay giós        | Campo de Criptana                       | 39°24′34″B 3°07′23″T / 39,409523°B 3,122932°T | RI-54-0000145       | 03-05-2002           | Molinos de viento "Cerro de la paz y Sierra de los Molinos · Upload image |

#### Carrión de Calatrava
| Tên             | Dạng                     | Địa điểm                                 | Tọa độ                                        | Số hồ sơ tham khảo? | Ngày nhận danh hiệu? | Hình ảnh                                                    |
| --------------- | ------------------------ | ---------------------------------------- | --------------------------------------------- | ------------------- | -------------------- | ----------------------------------------------------------- |
| Calatrava Vieja | Di tích Lâu đài          | Carrión de Calatrava Calatrava la Vieja  | 39°04′28″B 3°50′00″T / 39,074361°B 3,833329°T | RI-51-0000518       | 03-06-1931           | Castillo de Calatrava la Vieja · Upload image               |
| Torreón         | Di tích Kiến trúc dân sự | Carrión de Calatrava Calle de los Caídos | 39°01′10″B 3°49′01″T / 39,019513°B 3,817042°T | RI-51-0007113       | 23-06-1992           | El Torreón · Upload image                                   |
| Calatrava Vieja | Khu khảo cổ Árabe        | Carrión de Calatrava Calatrava la Vieja  | 39°04′31″B 3°50′06″T / 39,07526°B 3,835035°T  | RI-55-0000367       | 28-04-1992           | Yacimiento Arqueológico "Calatrava la Vieja" · Upload image |

#### Chillón
| Tên                                 | Dạng            | Địa điểm                | Tọa độ                                        | Số hồ sơ tham khảo? | Ngày nhận danh hiệu? | Hình ảnh     |
| ----------------------------------- | --------------- | ----------------------- | --------------------------------------------- | ------------------- | -------------------- | ------------ |
| Nhà thờ San Juan Bautista (Chillón) | Di tích Nhà thờ | Chillón Calle de Cristo | 38°47′48″B 4°52′00″T / 38,796687°B 4,866702°T | RI-51-0007126       | 08-10-1991           | Upload image |

#### Ciudad Real
| Tên                                                                | Dạng                                  | Địa điểm                                  | Tọa độ                                        | Số hồ sơ tham khảo? | Ngày nhận danh hiệu? | Hình ảnh                                                                        |
| ------------------------------------------------------------------ | ------------------------------------- | ----------------------------------------- | --------------------------------------------- | ------------------- | -------------------- | ------------------------------------------------------------------------------- |
| Lưu trữ lịch sử Provincial Ciudad Real                             | Lưu trữ                               | Ciudad Real Calle Echegaray, 2            | 38°59′15″B 3°55′14″T / 38,987514°B 3,920686°T | RI-AR-0000025       | 10-11-1997           | Archivo Histórico Provincial de Ciudad Real · Upload image                      |
| Santuario Nuestra Señora Alarcos                                   | Di tích Nhà thờ                       | Ciudad Real Alarcos                       | 38°57′26″B 4°00′41″T / 38,957252°B 4,0113°T   | RI-51-0004454       | 30-12-1980           | Santuario de Nuestra Señora de Alarcos · Upload image                           |
| Diputación Provincial Ciudad Real                                  | Di tích Cung điện                     | Ciudad Real Calle de Toledo, 17           | 38°59′18″B 3°55′42″T / 38,988248°B 3,92845°T  | RI-51-0008277       | 15-06-1993           | Palacio de la Excelentísima Diputación Provincial de Ciudad Real · Upload image |
| Antiguo Banco España (Ciudad Real)                                 | Di tích Cung điện                     | Ciudad Real Plaza del Pilar, 2            | 38°59′01″B 3°55′42″T / 38,983507°B 3,928418°T | RI-51-0009130       | 30-01-1996           | Upload image                                                                    |
| Nhà Calle Feria, 5                                                 | Di tích Nhà                           | Ciudad Real Calle Feria, 5                | 38°59′10″B 3°55′43″T / 38,9861°B 3,928708°T   | RI-51-0006941       | 01-02-1994           | Casa de la Calle Feria, 5 · Upload image                                        |
| Nhà Conde Cañada Edificio Calle Lanza                              | Di tích Cung điện                     | Ciudad Real Calle Lanza                   | 38°59′06″B 3°55′31″T / 38,984941°B 3,925355°T | RI-51-0006949       | 19-02-1992           | Edificio Calle Lanza · Upload image                                             |
| Nhà thờ Nuestra Señora Prado                                       | Di tích Nhà thờ                       | Ciudad Real Plaza de la Merced            | 38°59′16″B 3°55′43″T / 38,987899°B 3,92857°T  | RI-51-0006963       | 11-10-1993           | Iglesia Parroquial de Nuestra Señora del Prado · Upload image                   |
| Tu viện Merced (Ciudad Real) Antiguo Instituto Santa María Alarcos | Di tích Tu viện                       | Ciudad Real Plaza de los Mercedarios, s/n | 38°59′15″B 3°55′45″T / 38,987623°B 3,929275°T | RI-51-0009708       | 10-12-2008           | Convento de la Merced · Upload image                                            |
| Alarcos                                                            | Khu khảo cổ Íbero, medieval, musulmán | Ciudad Real                               | 38°57′25″B 4°00′37″T / 38,957071°B 4,010171°T | RI-55-0000368       | 28-04-1992           | Cerro de Alarcos · Upload image                                                 |
| Nhà thờ San Pedro (Ciudad Real)                                    | Di tích Nhà thờ                       | Ciudad Real Calle General Rey, 1          | 38°59′06″B 3°55′37″T / 38,984933°B 3,926857°T | RI-51-0003948       | 20-07-1974           | Iglesia Parroquial de San Pedro · Upload image                                  |
| Tu viện Inmaculada Concepción Convento Terreras                    | Di tích Tu viện                       | Ciudad Real Calle de San Antonio, 2       | 38°59′22″B 3°55′26″T / 38,989469°B 3,923971°T | RI-51-0006968       | 26-11-1991           | Convento de la Inmaculada Concepción Convento de las Terreras. · Upload image   |
| Tu viện Carmelitas Descalzas (Ciudad Real)                         | Di tích Tu viện                       | Ciudad Real Calle del Carmen, 2           | 38°59′20″B 3°55′51″T / 38,988856°B 3,93078°T  | RI-51-0006998       | 26-11-1991           | Upload image                                                                    |
| Cổng Toledo (Ciudad Real)                                          | Di tích Cổng                          | Ciudad Real Ronda de Toledo               | 38°59′45″B 3°55′40″T / 38,995703°B 3,927844°T | RI-51-0000140       | 04-02-1915           | Puerta de Toledo · Upload image                                                 |
| Nhà thờ Ciudad Real                                                | Di tích Nhà thờ                       | Ciudad Real Calle del Prado, 5            | 38°59′11″B 3°55′52″T / 38,986451°B 3,931199°T | RI-51-0000514       | 03-06-1931           | Iglesia Catedral de Santa María del Prado · Upload image                        |
| Bảo tàng Ciudad Real                                               | Di tích Bảo tàng                      | Ciudad Real Calle Prado, 4                | 38°59′10″B 3°55′45″T / 38,986161°B 3,929294°T | RI-51-0001362       | 01-03-1962           | Upload image                                                                    |
| Nhà thờ Santiago (Ciudad Real)                                     | Di tích Nhà thờ                       | Ciudad Real Plazuela de Santiago          | 38°59′24″B 3°55′32″T / 38,989955°B 3,925424°T | RI-51-0004594       | 12-02-1982           | Iglesia de Santiago · Upload image                                              |
| Nhà Calle Mercado Viejo                                            | Di tích Nhà                           | Ciudad Real Calle Mercado Viejo, 6        | 38°59′09″B 3°55′44″T / 38,985892°B 3,929018°T | RI-51-0006943       | 26-11-1991           | Casa de la Calle Mercado Viejo · Upload image                                   |
| Hotel Alfonso X Sabio Hotel Alfonso X                              | Di tích Hotel                         | Ciudad Real Calle Carlos Vázquez, 8       | 38°59′06″B 3°55′40″T / 38,985047°B 3,927674°T | RI-51-0006942       | 26-11-1991           | Hotel Alfonso X El Sabio Hotel Alfonso X. · Upload image                        |
| Cung điện Medrano Edificio calle Paloma, 9                         | Di tích Cung điện                     | Ciudad Real Calle Paloma, 9               | 38°59′09″B 3°55′38″T / 38,985891°B 3,927292°T | RI-51-0006835       | 27-10-1988           | Edificio de la calle Paloma, 9 Palacio de Medrano. · Upload image               |
| Nhà Hernán Pérez Pulgar Bảo tàng Municipal J. Villaseñor           | Di tích Nhà                           | Ciudad Real Calle de los Reyes, 11        | 38°59′10″B 3°55′52″T / 38,986221°B 3,931024°T | RI-51-0006959       | 05-06-1990           | Casa de Hernán Pérez del Pulgar Museo Municipal J. Villaseñor. · Upload image   |
| Torreón Alcázar                                                    | Di tích Lâu đài                       | Ciudad Real Paseo de Pablo Picasso        | 38°59′02″B 3°55′26″T / 38,983858°B 3,923949°T | RI-51-              | 07-11-1980           | Torreón del Alcázar Torreón del Alcázar. · Upload image                         |

#### Cózar
| Tên                         | Dạng            | Địa điểm               | Tọa độ                                        | Số hồ sơ tham khảo? | Ngày nhận danh hiệu? | Hình ảnh     |
| --------------------------- | --------------- | ---------------------- | --------------------------------------------- | ------------------- | -------------------- | ------------ |
| Nhà thờ San Vicente (Cózar) | Di tích Nhà thờ | Cózar Plaza del Cristo | 38°39′38″B 3°04′23″T / 38,660657°B 3,073062°T | RI-51-0004815       | 23-02-1983           | Upload image |

### D

#### Daimiel
| Tên                                                      | Dạng                                         | Địa điểm                   | Tọa độ                                        | Số hồ sơ tham khảo? | Ngày nhận danh hiệu? | Hình ảnh                                                  |
| -------------------------------------------------------- | -------------------------------------------- | -------------------------- | --------------------------------------------- | ------------------- | -------------------- | --------------------------------------------------------- |
| Nhà thờ Santa María Mayor (Daimiel) (Parroquia Asunción) | Di tích Kiến trúc tôn giáo Nhà thờ           | Daimiel Plaza del Santo    | 39°04′13″B 3°36′50″T / 39,070267°B 3,614004°T | RI-51-0007333       | 24-11-1992           | Iglesia Parroquial de Santa María la Mayor · Upload image |
| Nhà thờ San Pedro Apóstol (Daimiel)                      | Di tích Kiến trúc tôn giáo Nhà thờ           | Daimiel Plaza de San Pedro | 39°04′03″B 3°36′42″T / 39,067447°B 3,611536°T | RI-51-0007329       | 24-11-1992           | Iglesia Parroquial de San Pedro Apóstol · Upload image    |
| Motilla Azuer                                            | Khu khảo cổ Yacimiento de la Edad del Bronce | Daimiel                    | 39°02′49″B 3°29′39″T / 39,046944°B 3,494167°T |                     | 20-06-2013           | Upload image                                              |
| Santuario Nuestra Señora Cruces                          | Di tích Nhà thờ                              | Daimiel                    | 39°06′21″B 3°45′41″T / 39,105829°B 3,761429°T | RI-51-0004730       | 12-11-1982           | Upload image                                              |
| Venta Borondo                                            | Di tích Nhà                                  | Daimiel                    | 38°55′38″B 3°33′35″T / 38,927349°B 3,559765°T | RI-51-0012064       | 04-12-2007           | Venta de Borondo · Upload image                           |

### F

#### Fuencaliente
| Tên               | Dạng                    | Địa điểm     | Tọa độ                                        | Số hồ sơ tham khảo? | Ngày nhận danh hiệu? | Hình ảnh                             |
| ----------------- | ----------------------- | ------------ | --------------------------------------------- | ------------------- | -------------------- | ------------------------------------ |
| Hang Batanera     | Di tích Tranh hang động | Fuencaliente | 38°26′44″B 4°16′01″T / 38,445455°B 4,266883°T | RI-51-0000288       | 25-04-1924           | Cueva de la Batanera · Upload image  |
| Hang Peña Escrita | Di tích Tranh hang động | Fuencaliente | 38°25′38″B 4°17′03″T / 38,427168°B 4,284285°T | RI-51-0000289       | 25-04-1924           | Cueva de Peña Escrita · Upload image |

#### Fuenllana
| Tên               | Dạng            | Địa điểm                            | Tọa độ                                        | Số hồ sơ tham khảo? | Ngày nhận danh hiệu? | Hình ảnh     |
| ----------------- | --------------- | ----------------------------------- | --------------------------------------------- | ------------------- | -------------------- | ------------ |
| Tu viện Agustinos | Di tích Tu viện | Fuenllana Plaza del Generalísimo, 1 | 38°45′25″B 2°57′33″T / 38,756974°B 2,959271°T | RI-51-0007027       | 26-11-1991           | Upload image |

#### Fuente el Fresno
| Tên                                    | Dạng            | Địa điểm                       | Tọa độ                                        | Số hồ sơ tham khảo? | Ngày nhận danh hiệu? | Hình ảnh     |
| -------------------------------------- | --------------- | ------------------------------ | --------------------------------------------- | ------------------- | -------------------- | ------------ |
| Nhà thờ Santa Quiteria (Fuente Fresno) | Di tích Nhà thờ | Fuente el Fresno Calle Real, 1 | 39°13′49″B 3°46′29″T / 39,230338°B 3,774781°T | RI-51-0007119       | 08-10-1991           | Upload image |

### G

#### Granátula de Calatrava
| Tên                                       | Dạng              | Địa điểm                                 | Tọa độ                                        | Số hồ sơ tham khảo? | Ngày nhận danh hiệu? | Hình ảnh                                                   |
| ----------------------------------------- | ----------------- | ---------------------------------------- | --------------------------------------------- | ------------------- | -------------------- | ---------------------------------------------------------- |
| Nhà hoang Nuestra Señora Oreto và Zuqueca | Di tích Nhà thờ   | Granátula de Calatrava                   | 38°45′37″B 3°43′04″T / 38,760233°B 3,717843°T | RI-51-0008664       | 20-12-1994           | Ermita de Nuestra Señora de Oreto y Zuqueca · Upload image |
| Cung điện Torremejía                      | Di tích Cung điện | Granátula de Calatrava Calle del Arco, 7 | 38°47′43″B 3°44′37″T / 38,795313°B 3,743543°T | RI-51-0007330       | 24-11-1992           | Palacio de Torremejía · Upload image                       |

### L

#### La Solana
| Tên                              | Dạng                 | Địa điểm                              | Tọa độ                                        | Số hồ sơ tham khảo? | Ngày nhận danh hiệu? | Hình ảnh     |
| -------------------------------- | -------------------- | ------------------------------------- | --------------------------------------------- | ------------------- | -------------------- | ------------ |
| Nhà thờ Santa Catalina (Solana)  | Di tích Nhà thờ      | La Solana Plaza Mayor                 | 38°56′30″B 3°14′21″T / 38,941645°B 3,239171°T | RI-51-0008296       | 27-07-1993           | Upload image |
| Palacete Condes Casa-Valiente    | Di tích Cung điện    | La Solana Plaza de Don Diego, 3       | 38°56′30″B 3°14′24″T / 38,941545°B 3,240024°T | RI-51-0007124       | 08-10-1991           | Upload image |
| Nhà hoang San Sebastián (Solana) | Di tích Nơi hẻo lánh | La Solana Calle del Rasillo del Santo | 38°56′32″B 3°14′37″T / 38,942338°B 3,243484°T | RI-51-0004671       | 09-07-1982           | Upload image |

### M

#### Manzanares, Ciudad Real
| Tên                                          | Dạng                               | Địa điểm                            | Tọa độ                                        | Số hồ sơ tham khảo? | Ngày nhận danh hiệu? | Hình ảnh                                                           |
| -------------------------------------------- | ---------------------------------- | ----------------------------------- | --------------------------------------------- | ------------------- | -------------------- | ------------------------------------------------------------------ |
| Nhà thờ Nuestra Señora Asunción (Manzanares) | Di tích Kiến trúc tôn giáo Nhà thờ | Manzanares Plaza de la Constitución | 38°59′47″B 3°22′21″T / 38,996503°B 3,372492°T | RI-51-0007120       | 08-10-1991           | Iglesia Parroquial de Nuestra Señora de la Asunción · Upload image |

#### Miguelturra
| Tên                         | Dạng            | Địa điểm                        | Tọa độ                                        | Số hồ sơ tham khảo? | Ngày nhận danh hiệu? | Hình ảnh                                                        |
| --------------------------- | --------------- | ------------------------------- | --------------------------------------------- | ------------------- | -------------------- | --------------------------------------------------------------- |
| Nhà thờ Cristo Misericordia | Di tích Nhà thờ | Miguelturra Plaza del Cristo, 1 | 38°57′52″B 3°53′35″T / 38,964352°B 3,893184°T | RI-51-0006978       | 11-10-1993           | Iglesia Parroquial del Cristo de la Misericordia · Upload image |

#### Moral de Calatrava
| Tên             | Dạng                  | Địa điểm           | Tọa độ                                        | Số hồ sơ tham khảo? | Ngày nhận danh hiệu? | Hình ảnh                                    |
| --------------- | --------------------- | ------------------ | --------------------------------------------- | ------------------- | -------------------- | ------------------------------------------- |
| Moral Calatrava | Lịch sử và nghệ thuật | Moral de Calatrava | 38°49′50″B 3°34′50″T / 38,830682°B 3,580515°T | RI-53-0000259       | 09-07-1982           | Ciudad de Moral de Calatrava · Upload image |

### P

#### Porzuna
| Tên                             | Dạng                                                                   | Địa điểm                    | Tọa độ                                        | Số hồ sơ tham khảo? | Ngày nhận danh hiệu? | Hình ảnh                                                  |
| ------------------------------- | ---------------------------------------------------------------------- | --------------------------- | --------------------------------------------- | ------------------- | -------------------- | --------------------------------------------------------- |
| Nhà thờ San Sebastián (Porzuna) | Di tích Kiến trúc tôn giáo Kiểu: Kiến trúc Gothic Thời gian: Thế kỷ 13 | Porzuna Calle de la Iglesia | 39°08′46″B 4°09′12″T / 39,146138°B 4,153299°T | RI-51-0007404       | 16-03-1993           | Iglesia Parroquial de San Sebastián Mártir · Upload image |

#### Pozuelo de Calatrava
| Tên                                           | Dạng            | Địa điểm                             | Tọa độ                                        | Số hồ sơ tham khảo? | Ngày nhận danh hiệu? | Hình ảnh     |
| --------------------------------------------- | --------------- | ------------------------------------ | --------------------------------------------- | ------------------- | -------------------- | ------------ |
| Nhà thờ San Juan Bautista (Pozuelo Calatrava) | Di tích Nhà thờ | Pozuelo de Calatrava Plaza de España | 38°54′44″B 3°50′16″T / 38,912144°B 3,837797°T | RI-51-0007121       | 08-10-1991           | Upload image |

#### Puertollano
| Tên                                           | Dạng                        | Địa điểm                       | Tọa độ                                        | Số hồ sơ tham khảo? | Ngày nhận danh hiệu? | Hình ảnh                                                              |
| --------------------------------------------- | --------------------------- | ------------------------------ | --------------------------------------------- | ------------------- | -------------------- | --------------------------------------------------------------------- |
| Nhà thờ Nuestra Señora Asunción (Puertollano) | Di tích Nhà thờ             | Puertollano Plaza del Duque, 6 | 38°41′10″B 4°06′44″T / 38,686088°B 4,112348°T | RI-51-0008294       | 27-07-1993           | Iglesia de Nuestra Señora de la Asunción (Puertollano) · Upload image |
| Castillejo Villar                             | Khu khảo cổ Edad del Bronce | Puertollano El Villar          | 38°39′22″B 4°03′08″T / 38,656217°B 4,052154°T | RI-55-0000457       | 24-10-1995           | Upload image                                                          |

### S

#### San Carlos del Valle
| Tên                              | Dạng                               | Địa điểm                         | Tọa độ                                        | Số hồ sơ tham khảo? | Ngày nhận danh hiệu? | Hình ảnh                                           |
| -------------------------------- | ---------------------------------- | -------------------------------- | --------------------------------------------- | ------------------- | -------------------- | -------------------------------------------------- |
| Nhà thờ Cristo Valle             | Di tích Kiến trúc tôn giáo Nhà thờ | San Carlos del Valle Plaza Mayor | 38°50′39″B 3°14′29″T / 38,844274°B 3,241381°T | RI-51-0007383       | 11-10-1993           | Iglesia del Cristo del Valle · Upload image        |
| Tòa thị chính ở San Carlos Valle | Di tích Cung điện                  | San Carlos del Valle Plaza Mayor | 38°50′39″B 3°14′30″T / 38,844279°B 3,241751°T | RI-51-0007384       | 11-10-1993           | Plaza Mayor en San Carlos del Valle · Upload image |

#### Santa Cruz de Mudela
| Tên                                                 | Dạng                 | Địa điểm                                                       | Tọa độ                                        | Số hồ sơ tham khảo? | Ngày nhận danh hiệu? | Hình ảnh     |
| --------------------------------------------------- | -------------------- | -------------------------------------------------------------- | --------------------------------------------- | ------------------- | -------------------- | ------------ |
| Nhà thờ Nuestra Señora Asunción (Santa Cruz Mudela) | Di tích Nhà thờ      | Santa Cruz de Mudela Avenida de Pío XII, 12                    | 38°38′42″B 3°28′04″T / 38,64488°B 3,467755°T  | RI-51-0008295       | 27-07-1993           | Upload image |
| Nhà hoang và Quảng trường Toros Cuadrada Virtudes   | Di tích Nơi hẻo lánh | Santa Cruz de Mudela Poblado de Nuestra Señora de las Virtudes | 38°35′00″B 3°26′11″T / 38,583268°B 3,436436°T | RI-51-0004492       | 24-04-1981           | Upload image |

### T

#### Terrinches
| Tên             | Dạng                             | Địa điểm                     | Tọa độ                                        | Số hồ sơ tham khảo? | Ngày nhận danh hiệu? | Hình ảnh                              |
| --------------- | -------------------------------- | ---------------------------- | --------------------------------------------- | ------------------- | -------------------- | ------------------------------------- |
| Tháp Terrinches | Di tích Kiến trúc phòng thủ Tháp | Terrinches Calle de la Torre | 38°36′40″B 2°50′37″T / 38,611032°B 2,843539°T | RI-51-0010515       | 28-02-2000           | Castillo de Terrinches · Upload image |

#### Tomelloso
| Tên             | Dạng                                          | Địa điểm                  | Tọa độ                                        | Số hồ sơ tham khảo? | Ngày nhận danh hiệu? | Hình ảnh                              |
| --------------- | --------------------------------------------- | ------------------------- | --------------------------------------------- | ------------------- | -------------------- | ------------------------------------- |
| Posada Portales | Di tích Kiến trúc dân sự Thời gian: Thế kỷ 17 | Tomelloso Plaza de España | 39°09′30″B 3°01′19″T / 39,158301°B 3,021811°T | RI-51-0004608       | 01-03-1982           | Posada de los Portales · Upload image |

### V

#### Valdepeñas
| Tên                                          | Dạng                                    | Địa điểm                               | Tọa độ                                        | Số hồ sơ tham khảo? | Ngày nhận danh hiệu? | Hình ảnh                                                             |
| -------------------------------------------- | --------------------------------------- | -------------------------------------- | --------------------------------------------- | ------------------- | -------------------- | -------------------------------------------------------------------- |
| Nhà hoang Veracruz                           | Di tích Kiến trúc tôn giáo Nơi hẻo lánh | Calle de Veracruz                      | 38°45′43″B 3°23′00″T / 38,762035°B 3,383243°T | RI-51-0004715       | 08-10-1982           | Ermita de la Veracruz · Upload image                                 |
| Nhà thờ Santo Cristo Misericordia            | Di tích Nhà thờ                         | Valdepeñas Calle de la Constitución, 2 | 38°45′34″B 3°23′26″T / 38,759388°B 3,390603°T | RI-51-0004713       | 08-10-1982           | Upload image                                                         |
| Nhà thờ Nuestra Señora Asunción (Valdepeñas) | Di tích Nhà thờ                         | Valdepeñas Plaza de España             | 38°45′37″B 3°23′05″T / 38,760291°B 3,38482°T  | RI-51-0004255       | 06-10-1977           | Iglesia de Nuestra Señora de la Asunción (Valdepeñas) · Upload image |
| Đồi Cabezas                                  | Khu khảo cổ Íberos                      | Valdepeñas                             | 38°42′42″B 3°25′31″T / 38,711601°B 3,42521°T  | RI-55-0000583       | 21-04-1998           | Yacimiento Arqueológico Cerro de las Cabezas · Upload image          |

#### Villahermosa, Ciudad Real
| Tên                                            | Dạng            | Địa điểm                       | Tọa độ                                       | Số hồ sơ tham khảo? | Ngày nhận danh hiệu? | Hình ảnh                                                                          |
| ---------------------------------------------- | --------------- | ------------------------------ | -------------------------------------------- | ------------------- | -------------------- | --------------------------------------------------------------------------------- |
| Nhà thờ Nuestra Señora Asunción (Villahermosa) | Di tích Nhà thờ | Villahermosa Plaza de Veracruz | 38°45′01″B 2°52′19″T / 38,750402°B 2,87194°T | RI-51-0007122       | 08-10-1991           | Iglesia Parroquial de Nuestra Señora de la Asunción (Villahermosa) · Upload image |

#### Villamanrique
| Tên                                        | Dạng            | Địa điểm                                  | Tọa độ                                        | Số hồ sơ tham khảo? | Ngày nhận danh hiệu? | Hình ảnh                            |
| ------------------------------------------ | --------------- | ----------------------------------------- | --------------------------------------------- | ------------------- | -------------------- | ----------------------------------- |
| Nhà Manrique Nhà Grande                    | Di tích Nhà     | Villamanrique Calle de Cervantes, 11      | 38°32′46″B 2°59′53″T / 38,546168°B 2,998164°T | RI-51-0008297       | 27-07-1993           | Upload image                        |
| Nhà thờ San Andrés Apóstol (Villamanrique) | Di tích Nhà thờ | Villamanrique Calle de Jerónimo Frías, 20 | 38°32′51″B 2°59′51″T / 38,547544°B 2,997482°T | RI-51-0007125       | 08-10-1991           | Upload image                        |
| Lâu đài Montizón                           | Di tích Lâu đài | Villamanrique                             | 38°31′22″B 3°04′08″T / 38,522821°B 3,068958°T | RI-51-0004814       | 23-02-1983           | Castillo de Montizón · Upload image |

#### Villanueva de los Infantes
| Tên                                               | Dạng                   | Địa điểm                                          | Tọa độ                                        | Số hồ sơ tham khảo? | Ngày nhận danh hiệu? | Hình ảnh                                            |
| ------------------------------------------------- | ---------------------- | ------------------------------------------------- | --------------------------------------------- | ------------------- | -------------------- | --------------------------------------------------- |
| Puente Romano (Villanueva Infantes)               | Di tích Cầu            | Villanueva de los Infantes                        | 38°41′09″B 3°01′03″T / 38,685862°B 3,017532°T | RI-51-0008276       | 15-06-1993           | Upload image                                        |
| Nhà Arco Nhà Virrey Nueva España hay Indiano      | Di tích Nhà            | Villanueva de los Infantes Calle de Ramón Herrera | 38°44′10″B 3°00′54″T / 38,736042°B 3,014933°T | RI-51-0005447       | 11-10-1993           | Upload image                                        |
| Nhà Solar Bustos De Don Jerónimo hay Don Jeromito | Di tích Nhà            | Villanueva de los Infantes Calle de Cervantes, 25 | 38°44′05″B 3°00′44″T / 38,734774°B 3,012165°T | RI-51-0005452       | 02-11-1990           | Upload image                                        |
| Hang Mora Caseta Diablo                           | Địa điểm lịch sử Cueva | Villanueva de los Infantes Cerro de la Mora       | 38°43′45″B 3°02′05″T / 38,729112°B 3,034814°T | RI-54-0000087       | 28-04-1992           | Upload image                                        |
| Villanueva Infantes (Santillana Mancha)           | Lịch sử và nghệ thuật  | Villanueva de los Infantes                        | 38°44′02″B 3°00′42″T / 38,733967°B 3,011631°T | RI-53-0000180       | 20-12-1974           | Ciudad de Villanueva de los Infantes · Upload image |

#### Villarta de San Juan
| Tên                             | Dạng        | Địa điểm             | Tọa độ                                        | Số hồ sơ tham khảo? | Ngày nhận danh hiệu? | Hình ảnh     |
| ------------------------------- | ----------- | -------------------- | --------------------------------------------- | ------------------- | -------------------- | ------------ |
| Puente Romano Villarta San Juan | Di tích Cầu | Villarta de San Juan | 39°14′36″B 3°25′40″T / 39,243471°B 3,427652°T | RI-51-0004985       | 30-11-1983           | Upload image |

#### Viso del Marqués
| Tên                                 | Dạng              | Địa điểm                                | Tọa độ                                        | Số hồ sơ tham khảo? | Ngày nhận danh hiệu? | Hình ảnh                                         |
| ----------------------------------- | ----------------- | --------------------------------------- | --------------------------------------------- | ------------------- | -------------------- | ------------------------------------------------ |
| Cung điện Marqués Santa Cruz (Viso) | Di tích Cung điện | Viso del Marqués Plaza del Pradillo, 12 | 38°31′22″B 3°33′48″T / 38,522896°B 3,563326°T | RI-51-0000515       | 03-06-1931           | Palacio del Marqués de Santa Cruz · Upload image |